# Myra Melford
Myra Melford, (Evanston, 1957. január 5. –) amerikai avant-garde  dzsesszzongorista, zeneszerző.

## Pályafutása
Melford Chicagóban nőtt fel. Zongorázni és zenét szerezni tanult az Evergreen State College-ban. A seattle-i Cornish Institute-ban dzsesszt, a Manhattan School of Music-ban zongorapedagógiát tanult. Magánórái voltak Jaki Byardnál, Henry Threadgillnél és Don Pullennél.
Miután 1984-ben New Yorkba költözött, kezdett fellépni Butch Morrisszal, Oliver Lake-kel és Leroy Jenkinsszel. 1986-ban már szólófellépései is voltak.
1990-ben triót alapított Lindsey Hornerrel és Reggie Nicholsonnal, amelyet később Dave Douglasszal és Marty Ehrlich-el bővített. Vezetett egy nagyobb együttest is. 1991 óta többször is komoly, új tehetségként ismerték el a Down Beat kritikusainak szavazásán.
Rendszeresen járt Európában. Fellépett a Moers Festivalon, Leverkusenben, Saalfeldenben, Willisauban és Veronában. 2018 májusában tagja volt Allison Miller, (dobos) „Boom Tic Boom” szextettjének két koncertjén egy németországi turné során.
Melford oktatóként is dolgozik különböző intézményeknél; többek között a Kaliforniai Egyetem (Berkeley)-n tanít.

## Albumok
- Alive in the House of Saints (1993)
- Even the Sounds Shine (1995)
- The Same River, Twice (1996)
- Dance Beyond the Color (2000)
- The Image of Your Body (2006)
- The Whole Tree Gone (2010)
- Life Carries Me This Way (2013)
- Grand Piano Duo with Alister Spence: Everything Here Is Possible (2014)
- Myra Melford with Ben Goldberg: Dialogue (2016)
- Alive in the House of Saints, Part 2 (2018)
- Myra Melford / Snowy Egret: The Other Side with Liberty Ellman, Ron Miles, Stomu Takeishi, Tyshawn Sorey (2018)
- Live at The Stone, 12 from 25 BluRay DVD (2018)

## Díjak
- Guggenheim-ösztöndíj

## Fordítás
Ez a szócikk részben vagy egészben  a   Myra Melford című német Wikipédia-szócikk ezen változatának fordításán alapul.  Az eredeti cikk szerkesztőit annak laptörténete sorolja fel. Ez a jelzés csupán a megfogalmazás eredetét és a szerzői jogokat jelzi, nem szolgál a cikkben szereplő információk forrásmegjelöléseként.